# Zarte Parasiten
Zarte Parasiten ist ein Drama aus dem Jahr 2009 von Oliver Schwabe und Christian Becker mit Robert Stadlober, Sylvester Groth und Maja Schöne.

## Inhalt
Der Film Zarte Parasiten stellt die Liebesgeschichte von Jakob und Manu dar. Diese leben im Wald, duschen im Schwimmbad. Als Einkommensquelle betreut Manu gerade Frau Katz und Jakob schmeichelt sich bei dem Ehepaar Claudia und Martin ein, deren Sohn gestorben ist.
Martin bittet Jakob, den Platz des Sohnes einzunehmen. Als Frau Katz verstirbt und Manu wegziehen möchte, entschließt sich Jakob, bei den Eheleuten zu bleiben. Manu stattet dem Paar einen Besuch ab und gibt sich als Schwester von Jakob aus. Als am nächsten Tag zwei Polizisten mit einem Foto von Frau Katz, Manu und Jakob auftauchen, fliegt die Lüge auf. Martin schützt Jakob zwar vor den Polizisten, aber als er ihn danach zur Rede stellt, flieht Jakob zu Manu.
Am Ende treffen sie sich an einem Küstenort wieder und Jakob hat die Möglichkeit, Martin zu vermitteln, dass seine Gefühle echt waren.

## Kritiken
„Der kleine Film zeigt nicht nur eine der schönsten Sex-Szenen des deutschen Kinos, sondern erzählt moralfrei eine kluge Geschichte über emotionale Transferleistungen – die Liebe als Ware.“

„Um ihr eigenes Ding machen zu können, müssen sie Härte zeigen, unter anderem gegen sich selbst. Wegen dieser ebenso realistischen wie poetisch stimmigen Zweideutigkeit ist Zarte Parasiten ein ungewöhnlich kluger Titel für einen ungewöhnlich klugen Film.“